# Раснику Огиан (Долж)
Раснику Огиан (рум. Rasnicu Oghian) насеље је у Румунији у округу Долж у општини Чернатешти. Oпштина се налази на надморској висини од 133 m.

## Становништво
Према подацима из 2002. године у насељу је живело 504 становника, од којих су сви румунске националности.